# Costanza di Castiglia
Costanza di Castiglia, Constanza in spagnolo, in asturiano e in aragonese, Constança in portoghese, in galiziano e in catalano, Konstanza in basco, Constance in francese e Constantia in latino (1138 circa – Parigi, 4 o 6 ottobre 1160), è stata una regina francese fu infanta di Castiglia e regina consorte di Francia.

## Origine
Costanza, come riporta il cronista, Rodrigo Jiménez de Rada, nel suo EX De Rebus Hispaniæ, citandola erroneamente col nome di Elisabeth, era figlia del re di León e Castiglia Alfonso VII l'Imperatore e di Berenguela di Barcellona (Aldefonsi Hispaniarum Regis....ex "Berengariam genuit Sancium et Fernandum, Elisabeth et Beatiam), che, secondo gli Ex Gestis Comitum Barcinonensium era la figlia primogenita del conte di Barcellona, Gerona, Osona e Carcassonne, Raimondo Berengario III e la sua seconda moglie, la contessa di Provenza e Gévaudan, Dolce I (1090-1129).

Secondo la cronaca di Alberico delle Tre Fontane,
Alfonso era figlio del nobile francese, conte Raimondo di Borgogna e di Urraca, discendente del re di Castiglia e Leon, Ferdinando I, anche gli Anales Toledanos riportano che era figlio di Raimondo di Borgogna e di Urraca (El Rey D. Alfonso, fillo del Conde D. Raymondo è de Doña Urraca), che secondo il Chronicon regum Legionensium, era la figlia del re Alfonso VI e della sua seconda moglie, Costanza di Borgogna.

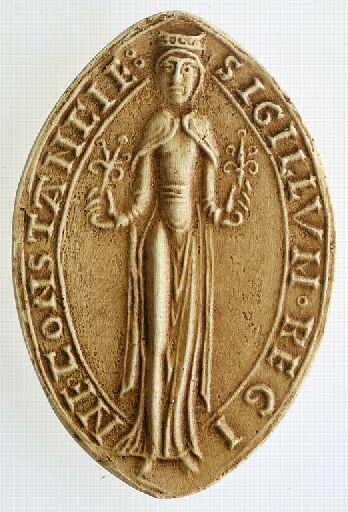
Costanza di Castiglia, regina di Francia.

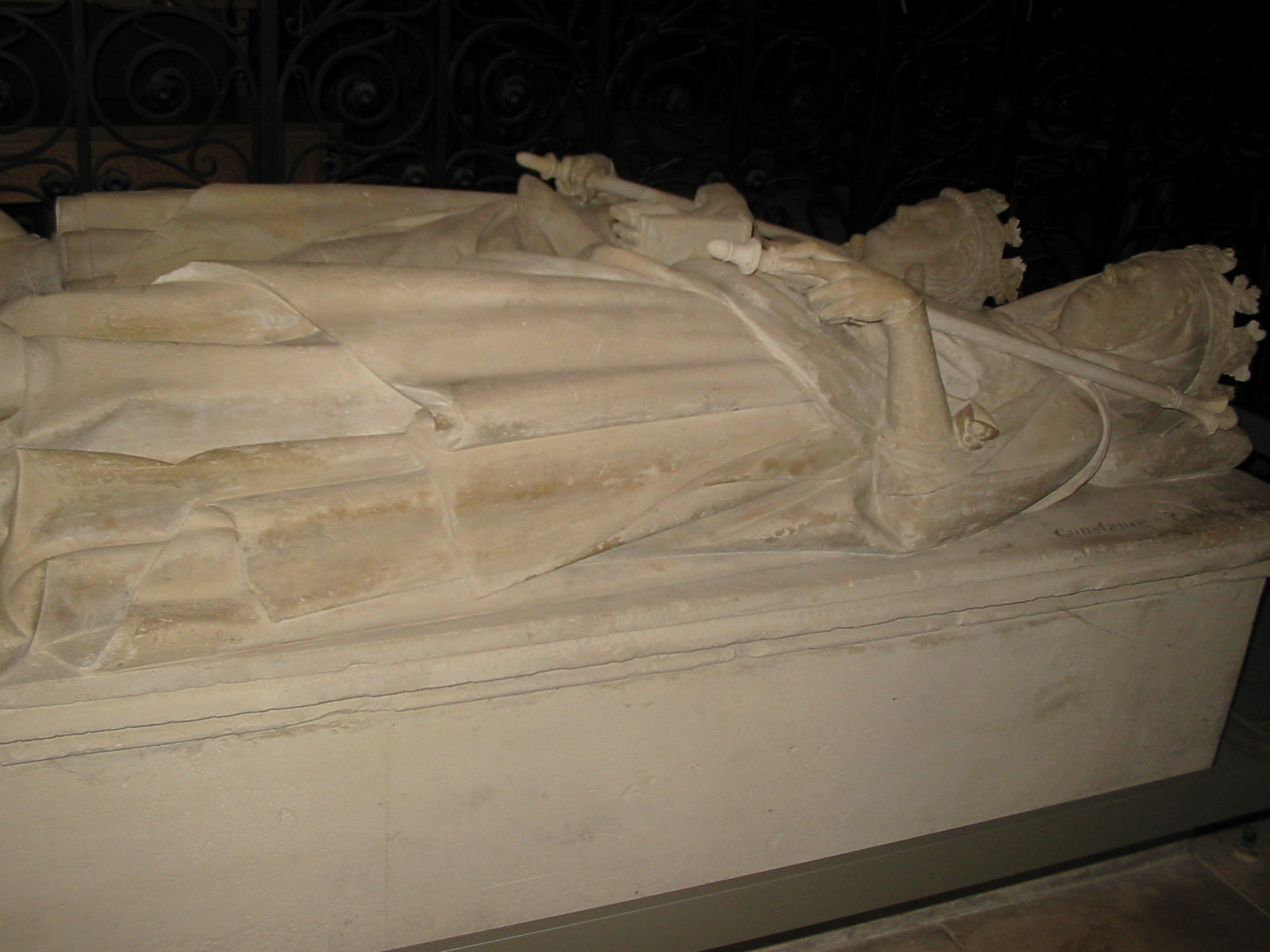
La tomba di Costanza di Castiglia, regina di Francia, Abbazia di Saint-Denis.

## Biografia
Ancora Rodrigo Jiménez de Rada, nel suo De Rebus Hispaniæ (chiamandola sempre Elisabeth, riporta che aveva sposato il re di Francia, Luigi VII, che come riporta Orderico Vitale era il figlio maschio secondogenito del re di Francia Luigi VI e Adelaide di Savoia (1092 - 1154)..

Per Luigi VII, che si era da poco separato dalla prima moglie, Eleonora d'Aquitania, era il secondo matrimonio, che fu celebrato nella prima metà del 1154, nella cattedrale di Orléans e fu riportato dal cronista e miniaturista inglese, monaco benedettino, Matteo Paris nel suo Matthæi Parisiensis, monachi Sancti Albani, Chronica majora (Aldefonsi regis Hispaniæ cuius regni caput civitas est Tholetum).
Dopo essersi separato dalla prima moglie, Luigi il Giovane necessitava infatti di una nuova consorte che potesse dargli un erede maschio, avendo avuto da Eleonora due femminecome riporta lo storico Louis Halphen. 

A tal scopo egli concluse un'alleanza con il Regno di Castiglia e Leon, in virtù della quale Costanza, prima figlia legittima di Alfonso VII, gli venne data in sposa. Ella fu consacrata regina consorte nel corso di quello stesso anno, 1154, nella stessa cattedrale di Orléans. Aveva all'incirca diciott'anni, dei tratti gradevoli, una vasta cultura ed una solida fede religiosa. Sebbene il motivo ufficiale della separazione tra Luigi ed Eleonora fosse stato il loro stretto legame di parentela, Costanza era imparentata con il sovrano francese ancor più strettamente di quanto lo fosse Eleonora.
Costanza morì di parto, come riportano i Abbreviationes Chronicorum in seguito alla nascita della figlia secondogenita, Alice (o Adele), come riporta la Chronique de Robert de Torigni, abbé du Mont-Saint-Michel. Tome 1 il 6 ottobre 1160, come riportano gli Obituaires de la province de Sens. Tome 1, Partie 1 (II Non Oct. Ob...Constantia regina filia regis Hispanie) e fu inumata nell'Abbazia di Saint-Denis, alla periferia di Parigi, mentre Alice le sopravvisse, come riportano le Ymagines Historiarum. 

Disperato per l'assenza di un erede, Luigi si risposò dopo nemmeno cinque settimane dalla sua morte.

## Discendenza
Costanza a Luigi VII diede due figlie:
- Margherita (1158 † San Giovanni d'Acri, poco dopo il 10 settembre 1197), come riporta il Chronique d'Ernoul et de Bernard le Trésorier[21], che in prime nozze aveva sposato il re d'Inghilterra, Enrico il Giovane (fidanzata nel 1158[22], sposata a tre anni, nel 1160[15], incoronata regina nel 1172[23] nell'abbazia benedettina di Winchester[24]) e, in seconde nozze, il re d'Ungheria, Béla III[25];
- Alice (o Adele) (1160 † 1221), dal 1177 fu per molti anni fidanzata con l'erede al trono inglese, Riccardo Cuor di Leone (nel gennaio 1169 Luigi VII ed Enrico II firmarono un contratto per unire in matrimonio Adele (filiam regis Franciæ quam habuit de filia regis Hispanorum) con Riccardo Cuor di Leone (Ricardus quoque filius regis Anglæ), come ci conferma la Chronica del monaco, inglese, Gervasio di Canterbury[26]), poi sposò, nel 1195, il conte di Ponthieu, Guglielmo II[27].

## Ascendenza
|                                       |                                      |                                     | Genitori                          |  |  | Nonni |  |  | Bisnonni                |  |  | Trisnonni             |  |
|                                       |                                      |                                     |                                   |  |  |       |  |  | Guglielmo I di Borgogna |  |  | Rinaldo I di Borgogna |  |
|                                       |                                      |                                     |                                   |  |  |       |  |  | Guglielmo I di Borgogna |  |  | Rinaldo I di Borgogna |  |
|                                       |                                      | Alice di Normandia                  |                                   |  |  |       |  |  | Guglielmo I di Borgogna |  |  |                       |  |
| Raimondo di Borgogna                  |                                      |                                     |                                   |  |  |       |  |  | Guglielmo I di Borgogna |  |  |                       |  |
|                                       |                                      | Stefania di Longwy                  | Adalberto III di Longwy(supposto) |  |  |       |  |  |                         |  |  |                       |  |
|                                       |                                      | Stefania di Longwy                  | Adalberto III di Longwy(supposto) |  |  |       |  |  |                         |  |  |                       |  |
|                                       |                                      | Stefania di Longwy                  | Clemenza di Foix (supposto)       |  |  |       |  |  |                         |  |  |                       |  |
| Alfonso VII di León                   |                                      | Stefania di Longwy                  |                                   |  |  |       |  |  |                         |  |  |                       |  |
|                                       |                                      | Alfonso VI di León                  | Ferdinando I di León              |  |  |       |  |  |                         |  |  |                       |  |
|                                       |                                      | Alfonso VI di León                  | Ferdinando I di León              |  |  |       |  |  |                         |  |  |                       |  |
|                                       |                                      | Alfonso VI di León                  | Sancha I di León                  |  |  |       |  |  |                         |  |  |                       |  |
| Urraca I di León                      |                                      | Alfonso VI di León                  |                                   |  |  |       |  |  |                         |  |  |                       |  |
|                                       |                                      | Costanza di Borgogna                | Roberto I di Borgogna             |  |  |       |  |  |                         |  |  |                       |  |
|                                       |                                      | Costanza di Borgogna                | Roberto I di Borgogna             |  |  |       |  |  |                         |  |  |                       |  |
|                                       |                                      | Costanza di Borgogna                | Helie di Semur                    |  |  |       |  |  |                         |  |  |                       |  |
| Costanza di Castiglia                 |                                      | Costanza di Borgogna                |                                   |  |  |       |  |  |                         |  |  |                       |  |
|                                       | Raimondo Berengario II di Barcellona | Raimondo Berengario I di Barcellona |                                   |  |  |       |  |  |                         |  |  |                       |  |
|                                       | Raimondo Berengario II di Barcellona | Raimondo Berengario I di Barcellona |                                   |  |  |       |  |  |                         |  |  |                       |  |
|                                       | Raimondo Berengario II di Barcellona | Almodis de La Marche                |                                   |  |  |       |  |  |                         |  |  |                       |  |
| Raimondo Berengario III di Barcellona | Raimondo Berengario II di Barcellona |                                     |                                   |  |  |       |  |  |                         |  |  |                       |  |
|                                       |                                      | Matilde d'Altavilla                 | Roberto il Guiscardo              |  |  |       |  |  |                         |  |  |                       |  |
|                                       |                                      | Matilde d'Altavilla                 | Roberto il Guiscardo              |  |  |       |  |  |                         |  |  |                       |  |
|                                       |                                      | Matilde d'Altavilla                 | Sichelgaita di Salerno            |  |  |       |  |  |                         |  |  |                       |  |
| Berengaria di Barcellona              |                                      | Matilde d'Altavilla                 |                                   |  |  |       |  |  |                         |  |  |                       |  |
|                                       |                                      | Gilbert I, conte di Gèvaudaun       | Berengario II, Visconte di Rodés  |  |  |       |  |  |                         |  |  |                       |  |
|                                       |                                      | Gilbert I, conte di Gèvaudaun       | Berengario II, Visconte di Rodés  |  |  |       |  |  |                         |  |  |                       |  |
|                                       |                                      | Gilbert I, conte di Gèvaudaun       | Adele, Viscontessa di Carlat      |  |  |       |  |  |                         |  |  |                       |  |
| Dolce I di Provenza                   |                                      | Gilbert I, conte di Gèvaudaun       |                                   |  |  |       |  |  |                         |  |  |                       |  |
|                                       |                                      | Gerberga di Provenza                | Goffredo I di Provenza            |  |  |       |  |  |                         |  |  |                       |  |
|                                       |                                      | Gerberga di Provenza                | Goffredo I di Provenza            |  |  |       |  |  |                         |  |  |                       |  |
|                                       |                                      | Gerberga di Provenza                | Etienette di Marsiglia            |  |  |       |  |  |                         |  |  |                       |  |
|                                       |                                      | Gerberga di Provenza                |                                   |  |  |       |  |  |                         |  |  |                       |  |

### Fonti primarie
- (LA)  Obituaires de la province de Sens. Tome 1, Partie 1.
- (LA)  Rerum Gallicarum et Francicarum Scriptores, tomus XII.
- (LA)  #ES España sagrada, Volume 23.
- (LA)  Chronique de Robert de Torigni, abbé du Mont-Saint-Michel. Tome 1.
- (LA)  Monumenta Germaniae Historica, Scriptores, Tomus XXIII.
- (LA)  Historiae Anglicanae Scriptores X.
- (LA)  Matthæi Parisiensis, monachi Sancti Albani, Chronica majora
- (LA)  works of Gervase of Canterbury, vol I

### Letteratura storiografica
- Louis Halphen, La Francia: Luigi VI e Luigi VII (1108-1180), cap. XVII, vol. V (Il trionfo del papato e lo sviluppo comunale) della Storia del Mondo Medievale, 1980, pp. 705–739
- (EN)  The World of El Cid: Chronicles of the Spanish Reconquest.
- (FR)  Chronique d'Ernoul et de Bernard le Trésorier.